# Nowe Mosty
Nowe Mosty – wieś w Polsce położona w województwie kujawsko-pomorskim, w powiecie grudziądzkim, w gminie Łasin.

## Podział administracyjny
W latach 1975–1998 miejscowość administracyjnie należała do województwa toruńskiego.

## Demografia
Według Narodowego Spisu Powszechnego (III 2011 r.) wieś liczyła 244 mieszkańców. Jest dziesiątą co do wielkości miejscowością gminy Łasin.

## Drogi krajowe
Przez wieś przechodzi droga krajowa nr 16.